# Анерт, Эдуард Христианович
Эдуард Христианович Анерт (1790—1848) — российский архитектор Санкт-Петербурга немецкого происхождения.

## Биография
Родился 26 ноября (7 декабря) 1790 года в Дерпте в семье чиновника, происходившего из Хемница. С аттестатом 1-го класса окончил в 1815 году Академию художеств.
Был посвящён в масонство в 1819 году в петербургской ложе «Дубовой долины к верности».
С 1822 года он работал, как помощник К. И. Росси на постройке Елагина дворца и здания Главного штаба. С 1827 года — академик архитектуры.
Самостоятельную деятельность начал в Морском ведомстве и в должности старшего архитектора Строительного департамента Морского министерства руководил постройкой во второй четверти века важнейших сооружений и зданий Кронштадтской крепости.
Здесь по проекту Анерта инженером К. К. Белем построена Лютеранская церковь Св. Елизаветы (1834—1836).
Вторая, римско-католическая церковь (1837—1841) не сохранилась.
Построенный им Кронштадтский военно-морской госпиталь (1833—1840) стал, благодаря тому, что при его постройке были учтены все достижения больничного строительства, образцом для подражания как в пределах России, так и за рубежом.
Совместно с архитектором А. И. Постниковым Анерт строит в Петербурге Здание Технологического института (1829—1831), играющее важную градостроительную роль до сего времени. (Перестроено в конце 1890-х годов)
Под его руководством произведены строительство и перестройка зданий Монетного двора.
Анерт, совместно с И. Г. Гомзиным построил комплекс Нового Адмиралтейства. Особенно выделяется каменный эллинг (совместно с инженерами Л. Л. Карбоньером, А. А. Поповым и В. П. Лебедевым), первоначальный замысел которого принадлежит инженеру П. Д. Базену, в свою очередь использовавшим французский опыт. Этот эллинг представляет собой чрезвычайно большое одноэтажное здание с высокой шатровой кровлей с основными размерами 92х29х26 м. Здание существует до сих пор, однако сплошь застеклённая гигантская арка на его торце закрыта поздней пристройкой. В этом эллинге были собраны многие известные корабли русского военно-морского флота, в том числе новейшие броненосцы «Суворов» и «Орёл». В этом же эллинге был построен и первый в мировой судостроительной практике атомный ледокол «Ленин».
Жилых зданий Анерт построил мало; в их числе — дом № 33 (1838) по Офицерской улице (теперь улица Декабристов) и собственный дом в Кузнечном переулке — дом № 10 (1842).
Автор казарм для обер-офицеров и Крестовоздвиженская церковь в Кронштадте, церкви на поле Полтавской битвы (1840—1841) и др.; участвовал в конкурсном проекте иконостаса для Казанского собора.
Русский искусствовед Игорь Грабарь отмечал: 

Из самостоятельных работ известен ряд построек в Новом Адмиралтействе и в Кронштадте. Только эти постройки его можно отнести к александровскому классицизму, — в них он показал себя отличным мастером и дал отличные сооружения этого стиля. В дальнейшей своей деятельности он, подобно К. Тону и многим его современникам, сбивается с этого пути и делает проекты «в готическом и мавританском вкусе» и церкви в русском стиле; лучшая постройка Анерта — центральное здание в Новом Адмиралтействе. Так же как и у Висконти, в его архитектуре то и дело сплетаются эллинские моменты с латинскими.
Умер 24 июля (5 августа) 1848 года в Санкт-Петербурге от тифа.

## Галерея построек

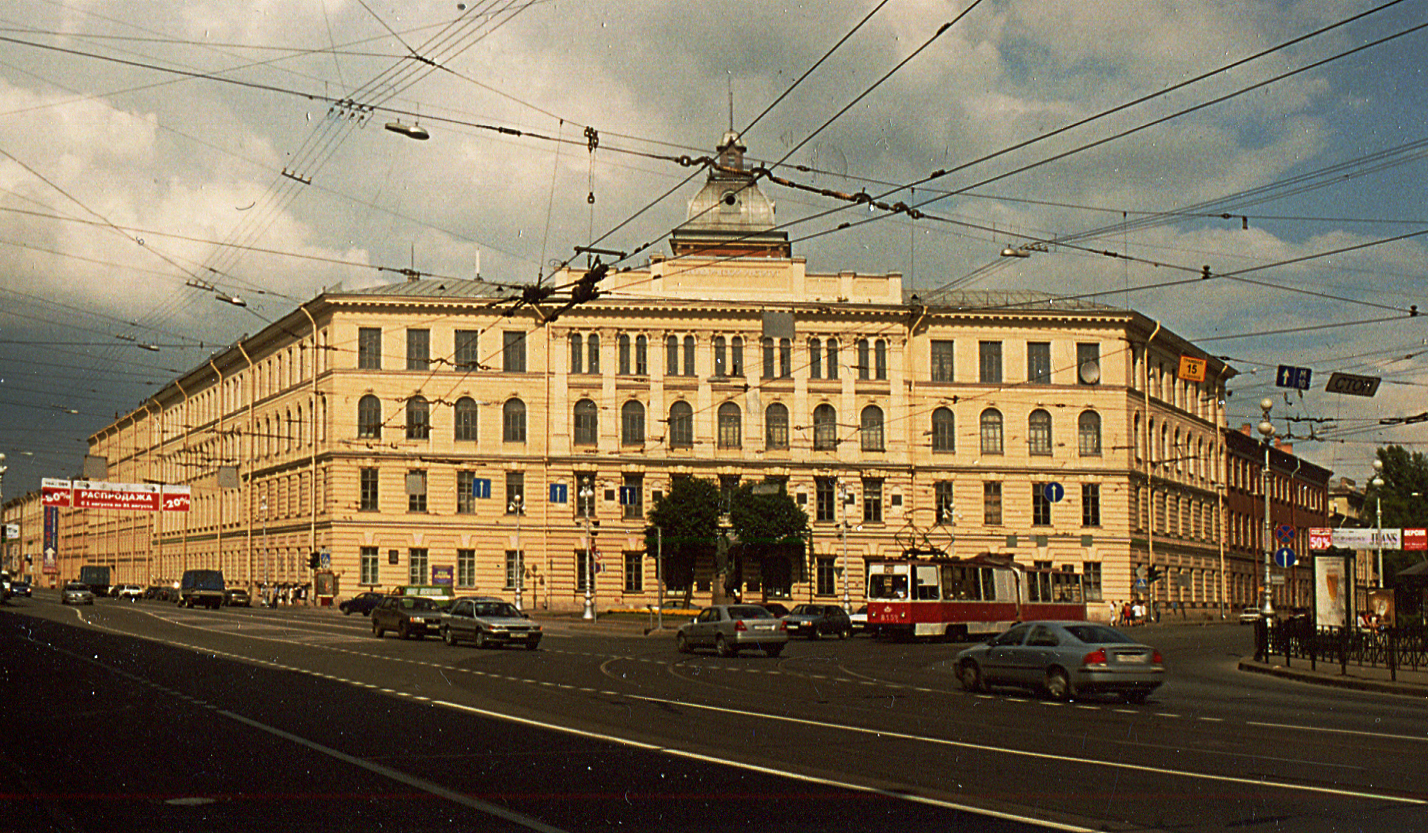
Технологический институт
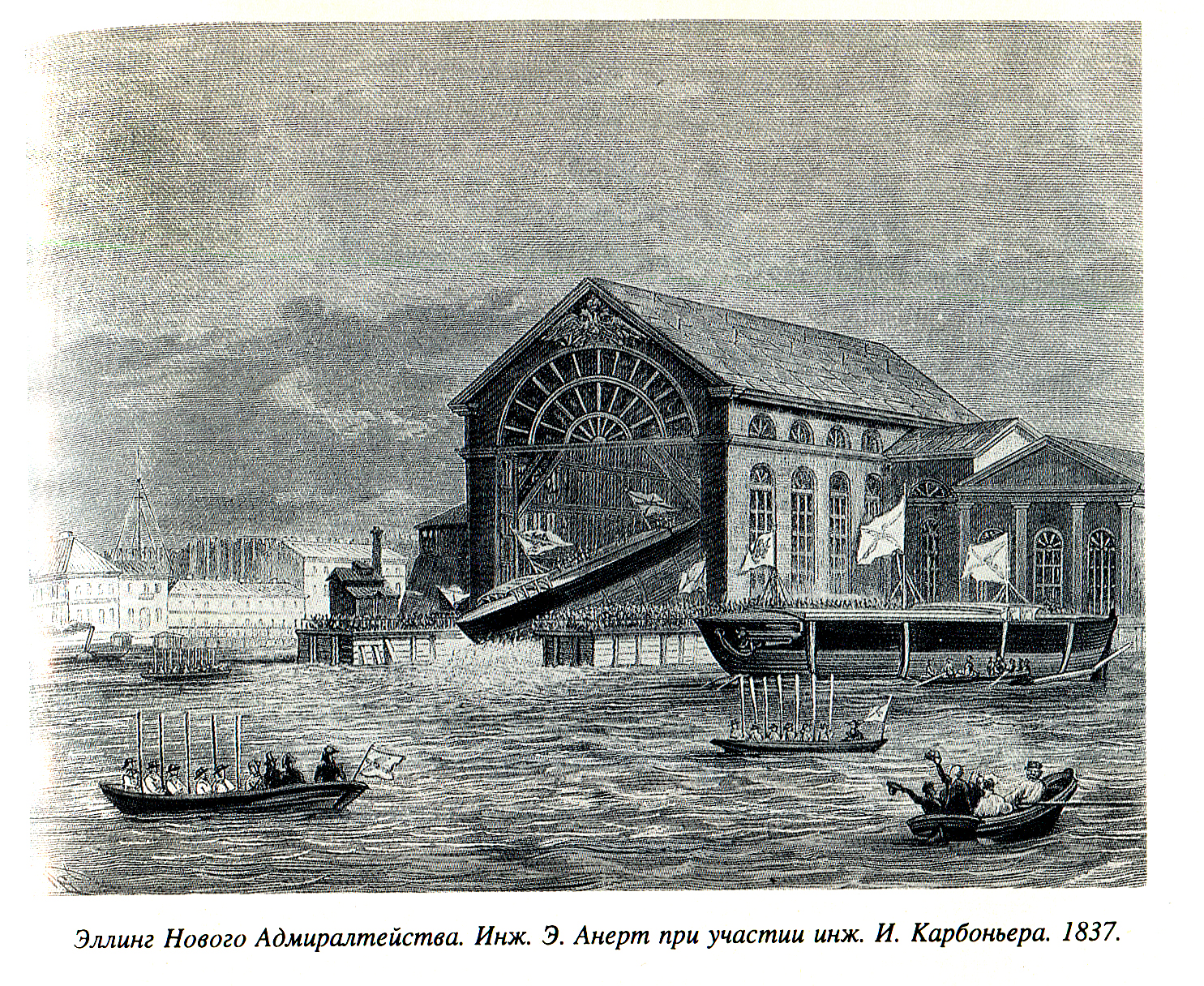
Прежний вид эллинга Нового Адмиралтейства (1837 г.)
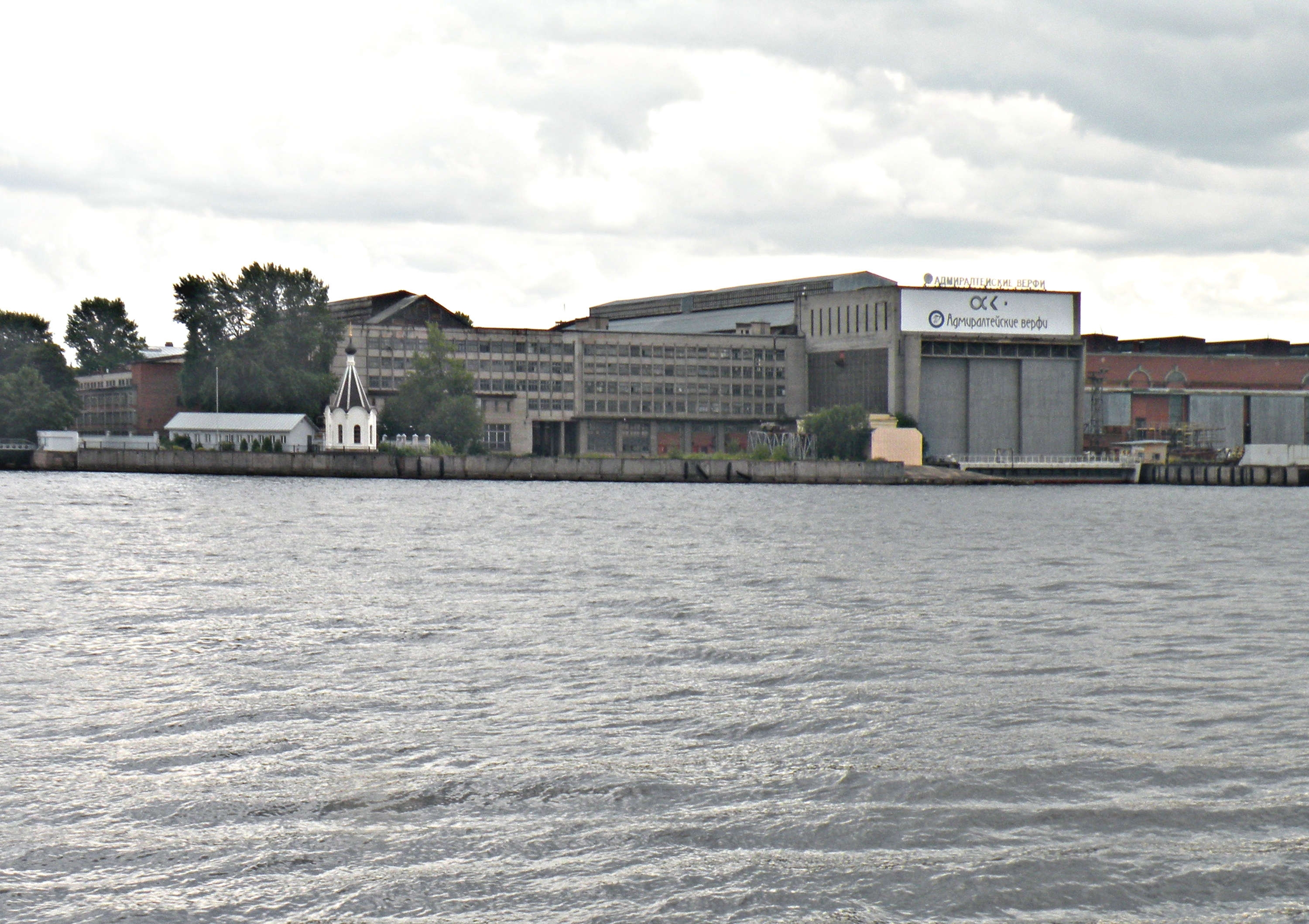
Современный вид Видны лишь крыши ранних построек
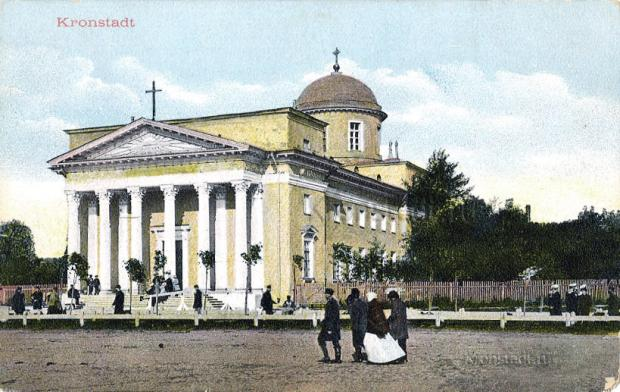
Лютеранская церковь Св. Елизаветы в Кронштадте